# Реакции нуклеофильного присоединения
Реакции нуклеофильного присоединения (англ. nucleophilic addition reaction) — реакции присоединения, в которых атаку на начальной стадии осуществляет нуклеофил — частица, заряженная отрицательно или имеющая свободную электронную пару. На конечной стадии образующийся карбанион подвергается электрофильной атаке.
Несмотря на общность механизма различают реакции присоединения по связи углерод-углерод и углерод-гетероатом.
Общий вид реакций присоединения по двойной связи углерод-углерод:
{\displaystyle {\mathsf {-{\stackrel {|}{C}}\!\!=\!\!{\stackrel {|}{C}}\!\!-+\ Y^{-}}}\rightarrow {\mathsf {-{\stackrel {|\ }{C^{-}}}\!\!-\!\!{\stackrel {|\ }{CY}}\!-}}}
{\displaystyle {\mathsf {-{\stackrel {|\ }{C^{-}}}\!\!-\!\!{\stackrel {|\ }{CY}}\!\!-+\ X^{+}}}\rightarrow {\mathsf {-{\stackrel {|\ }{CX}}\!\!-\!\!{\stackrel {|\ }{CY}}\!-}}}
Реакции нуклеофильного присоединения более распространены для тройных, чем для двойных связей.

## Реакции нуклеофильного присоединения по связи углерод-углерод

### Механизм реакций нуклеофильного присоединения по связи углерод-углерод
Нуклеофильное присоединение по кратной связи обычно двухстадийный процесс AdN2 — реакция бимолекулярного нуклеофильного присоединения (англ. addition nucleophilic bimolecular):
Нуклеофильное присоединение по связи С=C встречается достаточно редко, и, как правило, если в соединении имеются электроноакцепторные заместители. Наибольшее значение имеет в этом классе реакция Михаэля:
Присоединение по тройной связи аналогично присоединению по связи С=C:

## Реакции нуклеофильного присоединения по связи углерод-гетероатом

### Механизм реакций нуклеофильного присоединения по связи углерод-гетероатом
Нуклеофильное присоединение по кратной связи углерод-гетероатом имеет механизм AdN2:
Как правило, лимитирующей стадией процесса является нуклеофильная атака, электрофильное присоединение происходит быстро.
Иногда продукты присоединения вступают в реакцию отщепления, тем самым совокупно давая реакцию замещения:
Hуклеофильное присоединение по связи С=O очень распространено, что имеет большое практическое промышленное и лабораторное значение.

### Типичные реакции нуклеофильного присоединения по связи C=O
1. Альдольная конденсация.
2. Сложноэфирная конденсация.
3. Реакция Гриньяра.
4. Реакция Реформатского.
5. Реакция Кнёвенагеля.
6. Реакция Виттига.
7. Бензоиновая конденсация.

### Типичные реакции нуклеофильного присоединения по связи C=N и С≡N
1. Реакция Торпа.
2. Присоединение циановодорода.
3. Реакция Уги.